# Monaldo Calari
Monaldo Calari (Anzola dell'Emilia, 20 novembre 1914 – Casteldebole, 30 ottobre 1944) è stato un partigiano italiano.
Medaglia d'oro al valor militare alla memoria.

## Biografia
Nel 1935-36 era soldato in Libia, col 93º Reggimento fanteria. Nel 1939 venne richiamato nell'esercito e, nel mese di giugno 1940, partecipo' alle operazioni di guerra, alla frontiera occidentale, col 35º Reggimento fanteria della 16ª Divisione fanteria "Pistoia". Subito dopo l'8 settembre 1943, Calari organizzò in Emilia i primi gruppi partigiani che, in seguito, avrebbero costituito la 63ª Brigata Garibaldi. La prima riunione organizzativa avvenne in località La Ca' Berna di Vidiciatico, nell'Appennino bolognese. Tre giovani, Adriano Brunelli, Lino Formilli e Giancarlo Romagnoli, furono catturati e fucilati al tirassegno di via Agucchi. Da semplice calzolaio divenne commissario politico della 63ª Brigata Garibaldi. La notte del 9 maggio 1944, mentre si trovava in missione a Bologna per ricevere un'arma in località "Funivia", fu arrestato dalla polizia fascista. Restò nel carcere di San Giovanni in Monte poco: una brillante azione dei patrioti della VII GAP, lo liberò insieme ad altri prigionieri. Calari fece così ritorno alla clandestinità ed alla lotta armata.
Il CUMER dispose che i partigiani confluissero a Bologna per contribuire alla sua liberazione. La sera del 29 ottobre 1944 Monaldo Calari, Corrado Masetti ed altri partigiani si trovarono a Casteldebole, alle porte del capoluogo emiliano. Tuttavia, vista l'impossibilità di guadare il fiume Reno in piena, fu deciso di tentare la mattina del giorno successivo. Una spiata fece però convenire sul posto i panzergranadier della 16° Divisione SS di Walter Reder, già responsabili per l'eccidio di Marzabotto. Lo scontro fu cruento, in quanto il luogo non offriva ripari naturali. La 63ª Brigata Garibaldi fu annientata il 30 ottobre 1944.
In onore dei caduti della 63ª Brigata Garibaldi, nell'inverno del 1944 furono riorganizzate le Brigate Bolero Garibaldi, Battaglione Zini, Battaglione Monaldo e Battaglione Sozzi operanti fino alla fine del conflitto. A Monaldo Calari sono state intitolate una via di Bologna, di Casalecchio di Reno, di Zola Predosa e di Anzola dell'Emilia.